# Campanula kirikkoleensis
Campanula kirikkoleensis là loài thực vật có hoa trong họ Hoa chuông. Loài này được A.A.Donamez & Güner mô tả khoa học đầu tiên năm 1994.